# Potworów (gmina)
https://potworow.biuletyn.net
Potworów – gmina wiejska w województwie mazowieckim, w powiecie przysuskim. W latach 1975–1998 gmina położona była w województwie radomskim.
Siedziba gminy to Potworów.
Według danych z 30 czerwca 2004 gminę zamieszkiwały 4302 osoby. Natomiast według danych z 31 grudnia 2019 roku gminę zamieszkiwało 4187 osób.

## Struktura powierzchni
Według danych z roku 2002 gmina Potworów ma obszar ok. 81,89 km², w tym:
- użytki rolne: 84%
- użytki leśne: 9%

Gmina stanowi 10,23% powierzchni powiatu.

## Historia
Gminę zbiorową Potworów utworzono 13 stycznia 1867 w związku z reformą administracyjną Królestwa Polskiego. Gmina weszła w skład nowego powiatu radomskiego w guberni radomskiej i liczyła 2757 mieszkańców.
1 lipca  1994 od gminy Potworów odłączono Beźnik i Dębiny, włączając je do gminy Przysucha.

## Demografia

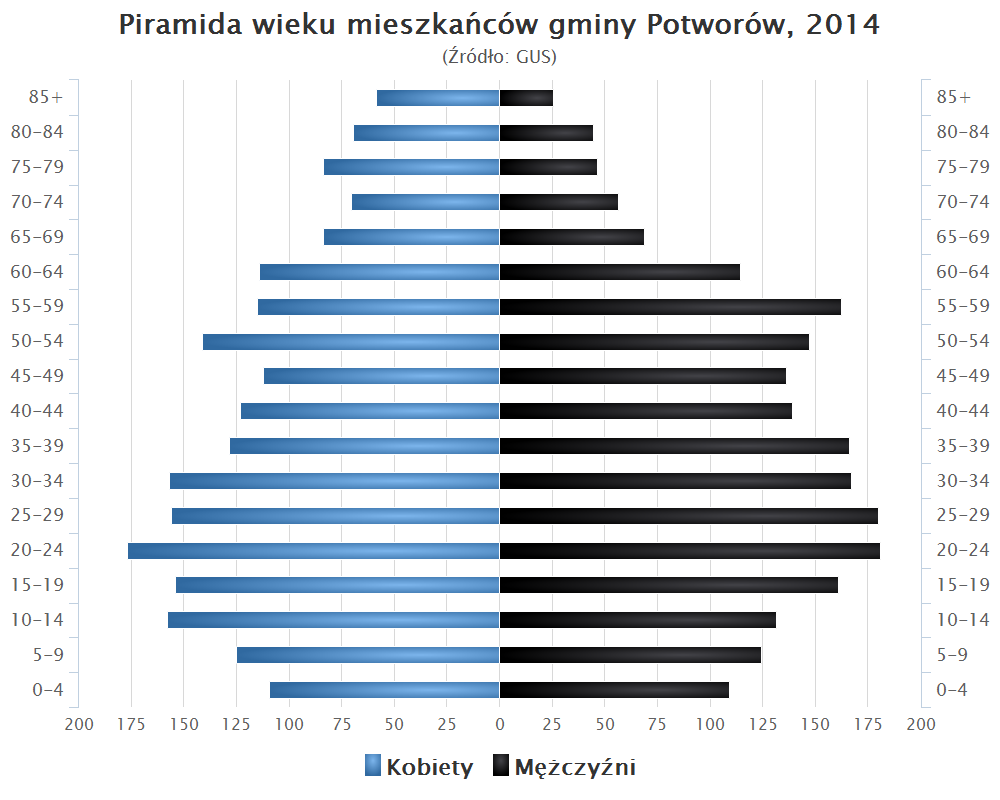
Piramida wieku mieszkańców gminy Potworów w 2014 roku

Dane z 30 czerwca 2004:
| Opis                              | Ogółem | Ogółem | Kobiety | Kobiety | Mężczyźni | Mężczyźni |
| --------------------------------- | ------ | ------ | ------- | ------- | --------- | --------- |
| jednostka                         | osób   | %      | osób    | %       | osób      | %         |
| populacja                         | 4302   | 100    | 2109    | 49      | 2193      | 51        |
| gęstość zaludnienia (mieszk./km²) | 52,5   | 52,5   | 25,8    | 25,8    | 26,8      | 26,8      |

## Edukacja
W gminie Potworów znajduje się przedszkole oraz Publiczna Szkoła Podstawowa im. marsz. Józefa Piłsudskiego. Ponadto na terenie gminy Potworów znajdują się cztery mniejsze szkoły podstawowe w miejscowościach: Długie, Grabowa, Rdzuchów, Wir.

## Sołectwa
Dąbrowa Goszczewicka, Długie, Grabowa, Grabowska Wola, Jamki, Kozieniec, Łojków, Marysin, Mokrzec, Potworów, Rdzów, Rdzuchów, Rdzuchów Kolonia, Sady, Wir
Pozostałe miejscowości podstawowe Dłuska Wola, Kacperków, Nowy Wir-Kolonia i Olszyna

## Sąsiednie gminy
Klwów, Przysucha, Przytyk, Radzanów, Rusinów, Wyśmierzyce